# Franz Neumann
Franz rytíř von Neumann mladší (16. ledna 1844, Vídeň – 1. února 1905 tamtéž) byl rakouský architekt a politik.

## Život a činnost

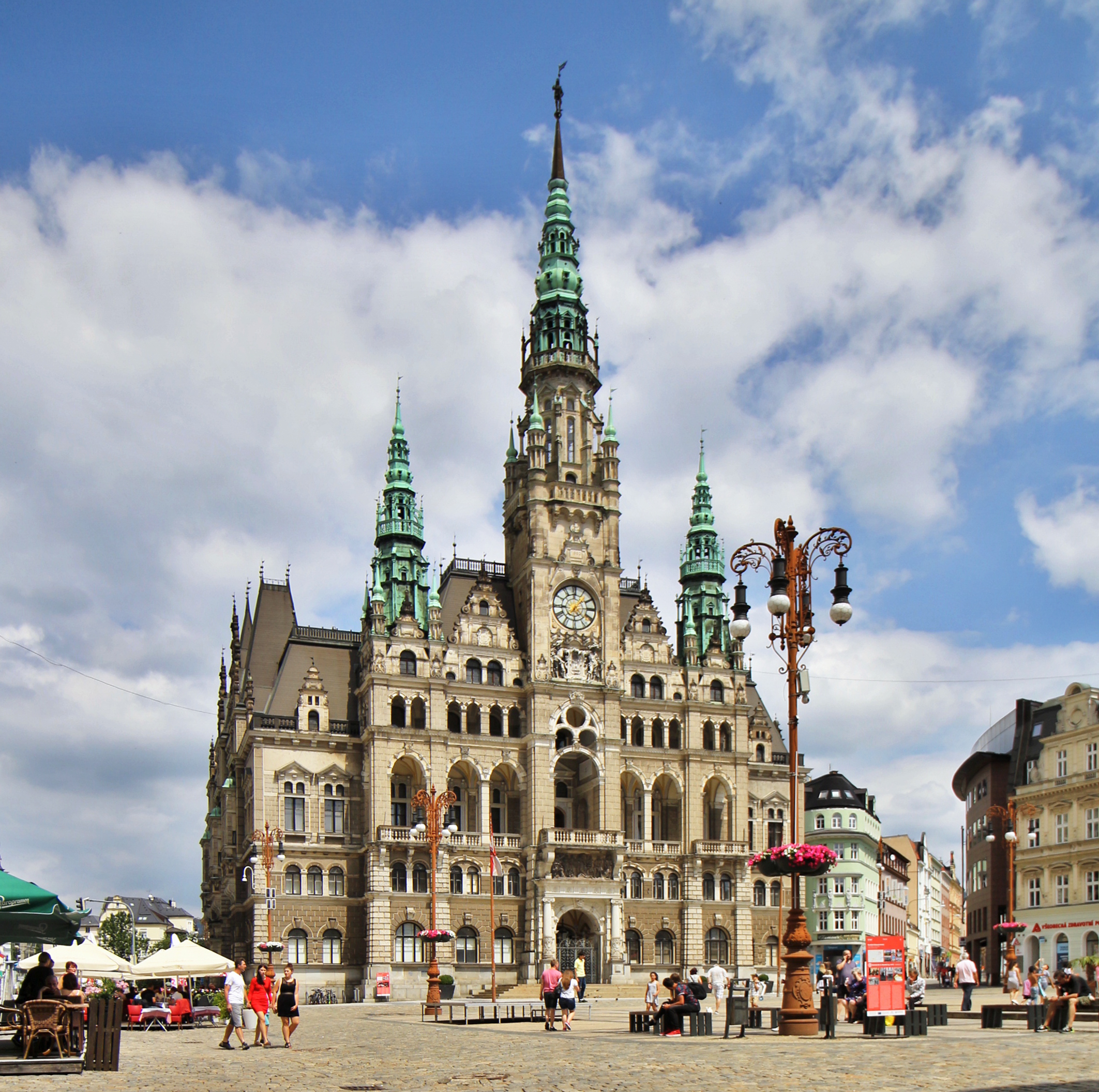
Liberecká radnice, dílo Franze Neumanna

Franz von Neumann pocházel ze známé architektonické rodiny. Jeho otec Franz von Neumann starší (1815–1888), stejně jako jeho bratr Gustav von Neumann (1856–1928), byli známými vídeňskými architekty.
Svou kariéru začal jako žák slavných vídeňských architektů Eduarda van der Nüll, Augusta Sicarda ze Sicardsburgu a Friedricha von Schmidt (autor vídeňské radnice), jehož spolupracovníkem se později stal. Jedním z jeho prvních architektonických děl, které vzniklo ve spolupráci s Friedrichem von Schmidt, byly arkádové domy na radničním náměstí ve Vídni (1878–1883).
Poté Franz von Neumann pracoval z velké části samostatně. Zaměřil se zejména na návrhy vil, obytných a úředních budov, projektoval i návrhy kostelů. V počátcích své tvorby se zaměřoval výlučně na novorenesanční architekturu, později svou práci rozšířil i na další historizující slohy. Mezi jeho významné počiny patří také stavby v českých zemích, např. radnice v Liberci či Frýdlantu nebo rozhledna na Pradědu.
Svou politickou kariéru započal v roce 1891 jako člen městské rady, kde působil do roku 1895. V letech 1889–1900 byl členem rady zastupitelstva vídeňského okresu.

## Nejznámější stavby

### Vídeň
- Arkádové domy na radničním náměstí, 1878–1883
- Kuffnerova vila a Kufnerova observatoř, 1884–1886, 1890
- Kostel sv. Antonína v okrsku Favoriten, 1896–1901
- Habsburská rozhledna (Habsburgwarte) na Hermanově vrchu (nejvyšší bod na území města Vídně)
- Donaufeldský kostel, 1905

### Dolní Rakousko
- Vila arcivévody Wilhelma v Badenu, 1883

### Čechy a Morava
- Radnice v Liberci, 1888–1893
- Radnice ve Frýdlantě, 1892–1896
- Rozhledna na Pradědu, 1904–1912 (nyní již nestojí, zřítila se v roce 1959)